# Alex Fraser Bridge
Die Alex Fraser Bridge (auch Annacis Bridge genannt) ist eine Straßenbrücke im Großraum Vancouver in British Columbia, Kanada. Sie liegt im Zuge des Highway 91, der von Richmond kommend Annacis Island und den südlichen Arm des Fraser River überquert und die Verbindung zum Distrikt Delta herstellt.
Sie ist nach Alex Fraser (1916–1989) benannt, einem früheren kanadischen Verkehrsminister.

## Technische Ausführung
Die Brücke hat zwei Richtungsfahrbahnen mit je drei Fahrspuren und einem Gehweg an beiden Seiten. Sie ist einschließlich der Zufahrtsrampen insgesamt 2525 m lang und überquert den Fluss mit einer lichten Höhe von 55 m.
Die Schrägseilbrücke mit zwei H-förmigen Pylonen und fächerförmiger Anordnung der Schrägseile hat eine Hauptöffnung mit einer Spannweite von 465 m und zwei Nebenöffnungen mit je 183 m Spannweite.
Die Stiele der 158 m hohen Pylone aus Stahlbeton sind oberhalb der Fahrbahn zunächst leicht nach innen gebogen, um vertikale Seilebenen oberhalb des Fahrbahnrandes zu ermöglichen. Sie sind durch Querstreben unterhalb des Brückendecks und unterhalb der senkrechten Spitzen versteift, in denen sich die Ankerkästen für die insgesamt 192 Schrägseile befinden. Das Brückendeck besteht aus einem Rost aus Längs- und Querträgern, auf denen Betonfertigteilplatten befestigt sind. Es wurde im Freivorbau von den Pylonen aus gleichmäßig in beide Richtungen montiert. Um dabei Schwingungen der auskragenden Decks zu vermeiden, wurden sie mit Abspannungen zu den Pylonfüßen stabilisiert. Das Brückendeck hängt als schwimmendes Deck nur an den Seilen, es liegt nicht auf den Querträgern der Pylone auf.
Bei der von Buckland & Taylor, jetzt COWI North America, zusammen mit Klohn Crippen Berger geplanten und 1986 fertiggestellten Alex Fraser Bridge wurde die erstmals von Jörg Schlaich für die Second Hooghly Bridge (Vidyasagar Setu) in Kalkutta entwickelte Konzeption eines Fahrbahnträgers aus einem Stahlrost im Verbund mit einer Betonplatte realisiert. Hellmut Homberg wurde 1983 vom kanadischen Verkehrsministerium mit einer unabhängigen Prüfung der statischen Berechnung und Beiträgen zu einer Schrägseilbrücke mit 465 m Hauptspannweite beauftragt. Die Second Hooghly Bridge wurde zwar schon in den frühen 1970er Jahren geplant, aber erst 1992 fertiggestellt.
Die Alex Fraser Bridge hatte die längste Spannweite aller Schrägseilbrücken weltweit, bis sie 1991 durch die Skarnsundbrua in Norwegen abgelöst wurde.